# Bistum Riohacha
Das Bistum Riohacha (lateinisch Dioecesis Riviascianensis, spanisch Diócesis de Riohacha) ist eine in Kolumbien gelegene römisch-katholische Diözese mit Sitz in Riohacha.

## Geschichte
Das Bistum Riohacha wurde am 4. Dezember 1952 durch Papst Pius XII. aus Gebietsabtretungen des Apostolischen Vikariates Guajira als Apostolisches Vikariat Riohacha errichtet. Am 16. Juli 1988 wurde das Apostolische Vikariat Riohacha zum Bistum erhoben. Das Bistum Riohacha ist dem Erzbistum Barranquilla als Suffraganbistum unterstellt.

## Ordinarien

### Apostolische Vikare von Riohacha
- Eusebio Septimio Mari OFMCap, 1954–1965
- Livio Reginaldo Fischione OFMCap, 1966–1988

### Bischöfe von Riohacha
- Jairo Jaramillo Monsalve, 1988–1995, dann Bischof von Santa Rosa de Osos
- Gilberto Jiménez Narváez, 1996–2001
- Armando Larios Jiménez, 2001–2004
- Héctor Ignacio Salah Zuleta, 2005–2020
- Francisco Antonio Ceballos Escobar CSsR, seit 2020